# Ефективна ізотропно випромінювана потужність
Еквівалентна ізотропно-випромінювана потужність (ЕІВП, англ. EIRP - Equivalent Isotropically Radiated Power) - добуток потужності радіочастотного сигналу, що підводиться до антени, на абсолютний коефіцієнт посилення антени.
ЕІВП - інтегральна характеристика "енергетики" радіостанції (радіопередавача, з'єднаного фідерним трактом з антеною). ЕІВП це потужність, яку повинен випромінювати ізотропний випромінювач, щоб на однаковому видаленні щільність потоку потужності створюваного ним радіовипромінювання дорівнювала щільності потоку потужності радіовипромінювання, створюваного даною радіостанцією в напрямку максимуму діаграми спрямованості її антени. 
ЕІВП вимірюється в одиницях потужності (Вт, дБВт, дБм).